# El Vellón
El Vellón est une commune de la communauté de Madrid, en Espagne.